# Alberto Magnelli
Alberto Magnelli (Florença, 1º de julho de 1881 - Meudon, 20 de abril de 1971) foi um artista italiano. 

## Vida
Alberto Magnelli nasceu na Piazza Duomo, em Florença. 
Ainda na Itália, deu os primeiros passos, conheceu mestres florentinos epaisagens inspiradoras. Em Paris, encontrou a família e amigos, incluindo Picasso, Leger e Apollinaire, que serão os mestres da pintura abstrata, cuja influência também lhe rendeu diversos prêmios. Sua arte vai desde a pintura figurativa, na qual reina a paisagem e pintura abstrata, feita de sensações, como em Explosões lyriques, à tragédia da guerra, assim como a colagem, desenho e a poesia. 
Em 1907, compôs sua primeira pintura Paysage, inspirada em passeios de verão nos montes Apeninos, que vai determinar a sua escolha de vida. Em curto espaço de tempo, participou em diversas exposições. 
Em 1911, conheceu o futuristas italianos e participou em La Voce do grande amigo Palazzeschi, com quem fez a sua primeira viagem a Paris para respirar o ar cubista. 
Em 1914, em Paris, passou a conviver com nomes como Guillaume Apollinaire e Pablo Picasso, quando passou a flertar com o futurismo e adotar o cubismo.
Em 1915, realizou a pintura abstrata  Pintura N°0520. 
Em 1930, fez parte do grupo Abstraction-Crèation, em Paris, e participou da exposição na Galeria de Florença Bellenghi. 
Mudou-se em 1931, finalmente, para Paris, no Boulevard Saint Germain. Os mármores de Carrara, que viu durante uma visita durante o verão, foram inspiradores para a produção dos Pierres, série exibida em 1933 na galeria Pierre Loab Paris. 
Participou em muitas outras exposições coletivas entre a Europa e os Estados Unidos.
Durante a guerra, retirou-se para a Provence com a esposa e os cônjuges Arp e Delaunay. Juntos, os cinco artistas compuseram um álbum de litografias, que seria posteriormente publicados sob o título ourritures terrestres. 
Em 1947, aconteceu sua primeira retrospectiva, na Galerie Drouin, em Paris, com 24 obras produzidas entre 1914 e 1947 que o consagraram como artista abstrato. 
Em 1949, na Galeria Denise René, em Paris, apresenta colagens pessoais. Realiza exposições na América do Sul. 
Em 1950, realizou de uma exposição pessoal, em Zurique. 
Na Bienal de Veneza, a sala XLVIII é o espaço das suas obras do período de 1914 a 1948; e no VI salão, com obras de 1956 a 1958 e 1960. 
Participou, em 1951, na Bienal de São Paulo juntamente com outros artistas italianos. 
Entre 1954 e 1968, multiplicaram-se as retrospectivas do seu trabalho. Ganhou vários prêmios, incluindo o primeiro prémio no Guggenheim de Nova Iorque com conversation à deux, n. 1, depois comprado pela GNAM. 
Recebeu homenagens na Itália e França em exposições como as duas no Musée National d'Art Moderne Paris e uma na Galleria Nazionale d'Arte Moderna, em Roma. 
Recebeu ainda homenagens em Bergamo, Genes, Arra, Oslo, Paris, Copenhagen, Spoleto e Turim (em 1968, em ocasião da comemoração de seus 80 anos). 
No dia 20 de abril de 1971 morreu em Meudon, perto de Paris.